# Androni Giocattoli-Venezuela/Saison 2013
Dieser Artikel listet Erfolge und Fahrer des Radsportteams Androni Giocattoli-Venezuela in der Saison 2013 auf.

## Erfolge in der UCI America Tour
In der Saison 2013 gelangen dem Team nachstehende Erfolge in der UCI America Tour.
| Datum        | Rennen                           | Kat. | Fahrer            |
| ------------ | -------------------------------- | ---- | ----------------- |
| 27. Januar   | 7. Etappe Tour de San Luis       | 2.1  | Mattia Gavazzi    |
| 21. Juli     | 3. Etappe Vuelta a Venezuela     | 2.2  | Mattia Gavazzi    |
| 24. Juli     | 6. Etappe Vuelta a Venezuela     | 2.2  | Jackson Rodríguez |
| 27. Juli     | 9. Etappe Vuelta a Venezuela     | 2.2  | Jackson Rodríguez |
| 19.–28. Juli | Gesamtwertung Vuelta a Venezuela | 2.2  | Carlos Ochoa      |

## Erfolge in der UCI Europe Tour
In der Saison 2013 gelangen dem Team nachstehende Erfolge in der UCI Europe Tour.
| Datum         | Rennen                              | Kat. | Sieger              |
| ------------- | ----------------------------------- | ---- | ------------------- |
| 20. März      | 1a. Etappe Settimana Internazionale | 2.1  | Fabio Felline       |
| 29. März      | Route Adélie de Vitré               | 1.1  | Alessandro Malaguti |
| 28. April     | Giro della Toscana                  | 1.1  | Mattia Gavazzi      |
| 14. Juni      | 1. Etappe Tour of Slovenia          | 2.1  | Fabio Felline       |
| 16. Juni      | 4. Etappe Route du Sud              | 2.1  | Marco Frapporti     |
| 7. Juli       | 8. Etappe Österreich-Rundfahrt      | 2.HC | Omar Bertazzo       |
| 14. Juli      | 3b. Etappe Sibiu Cycling Tour       | 2.1  | Mattia Gavazzi      |
| 22. September | Giro di Prato                       | 1.1  | Gianfranco Zilioli  |

## Zugänge – Abgänge
| Zugänge                    | Team 2012               | Abgänge                 | Team 2013                   |
| -------------------------- | ----------------------- | ----------------------- | --------------------------- |
| Francesco Reda             | Acqua & Sapone          | Alessandro De Marchi    | Cannondale Pro Cycling      |
| Alessandro Malaguti        | Miche-Guerciotti        | Roberto Ferrari         | Lampre-Merida               |
| Marco Frapporti            | Team Idea               | José Serpa              | Lampre-Merida               |
| Mattia Gavazzi             | Colnago-CSF Inox (2010) | Miguel Ubeto            | Lampre-Merida               |
| Matteo Di Serafino         | Neoprofi                | Francisco Javier Moreno | Caja Rural-Seguros RGA      |
| Patrick Facchini           | Neoprofi                | Jonathan Monsalve       | Vini Fantini-Selle Italia   |
| Diego Rosa                 | Neoprofi                | Antonio Santoro         | Ceramica Flaminia-Fondriest |
| Yonder Godoy (ab 25. Juli) | Neoprofi                | Alessandro Bertolini    | Karriereende                |
|                            |                         | Salvatore Mancuso       | Karriereende                |

## Mannschaft

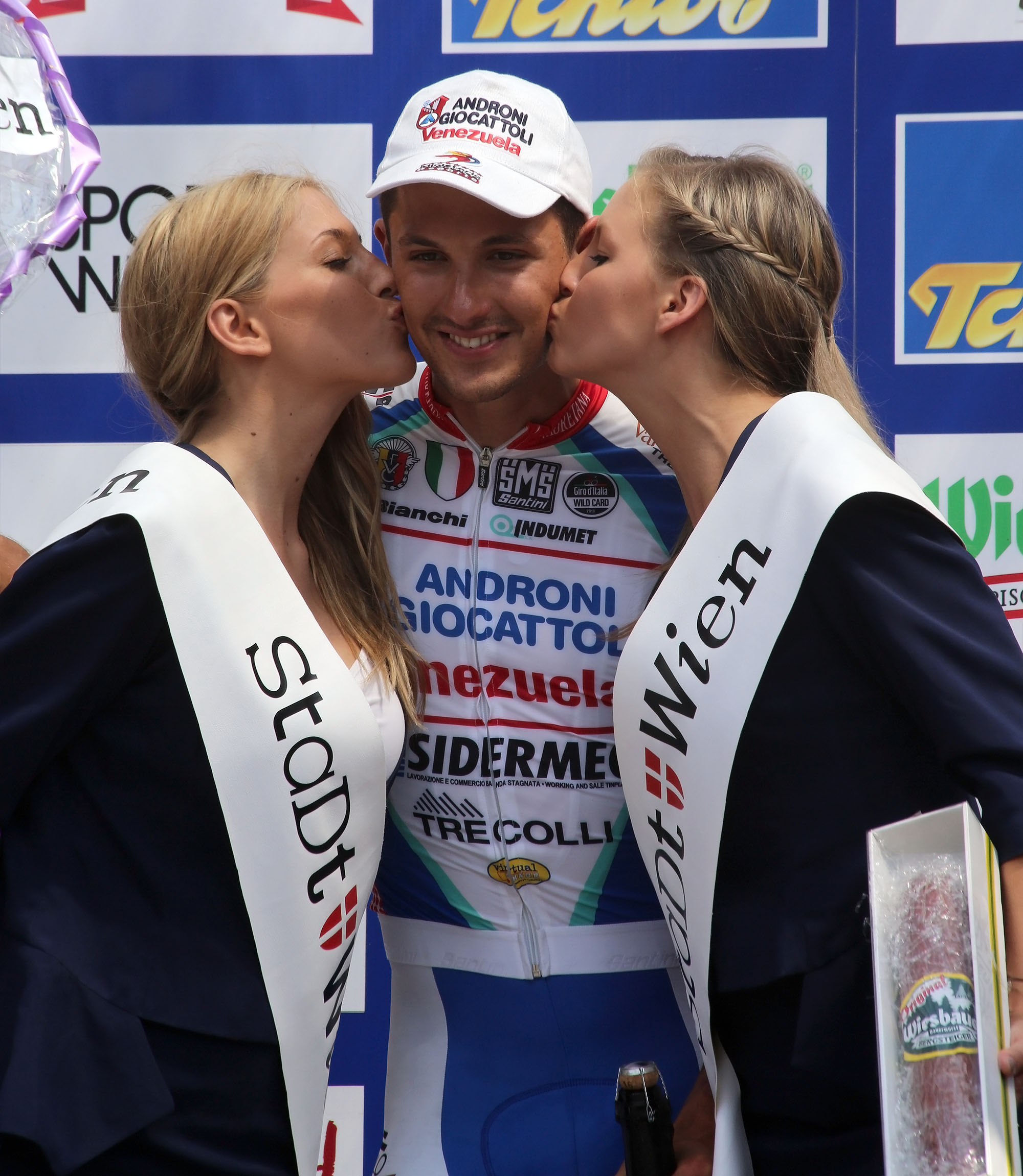
Omar Bertazzo, Sieger der letzten Etappe der Österreich-Rundfahrt 2013

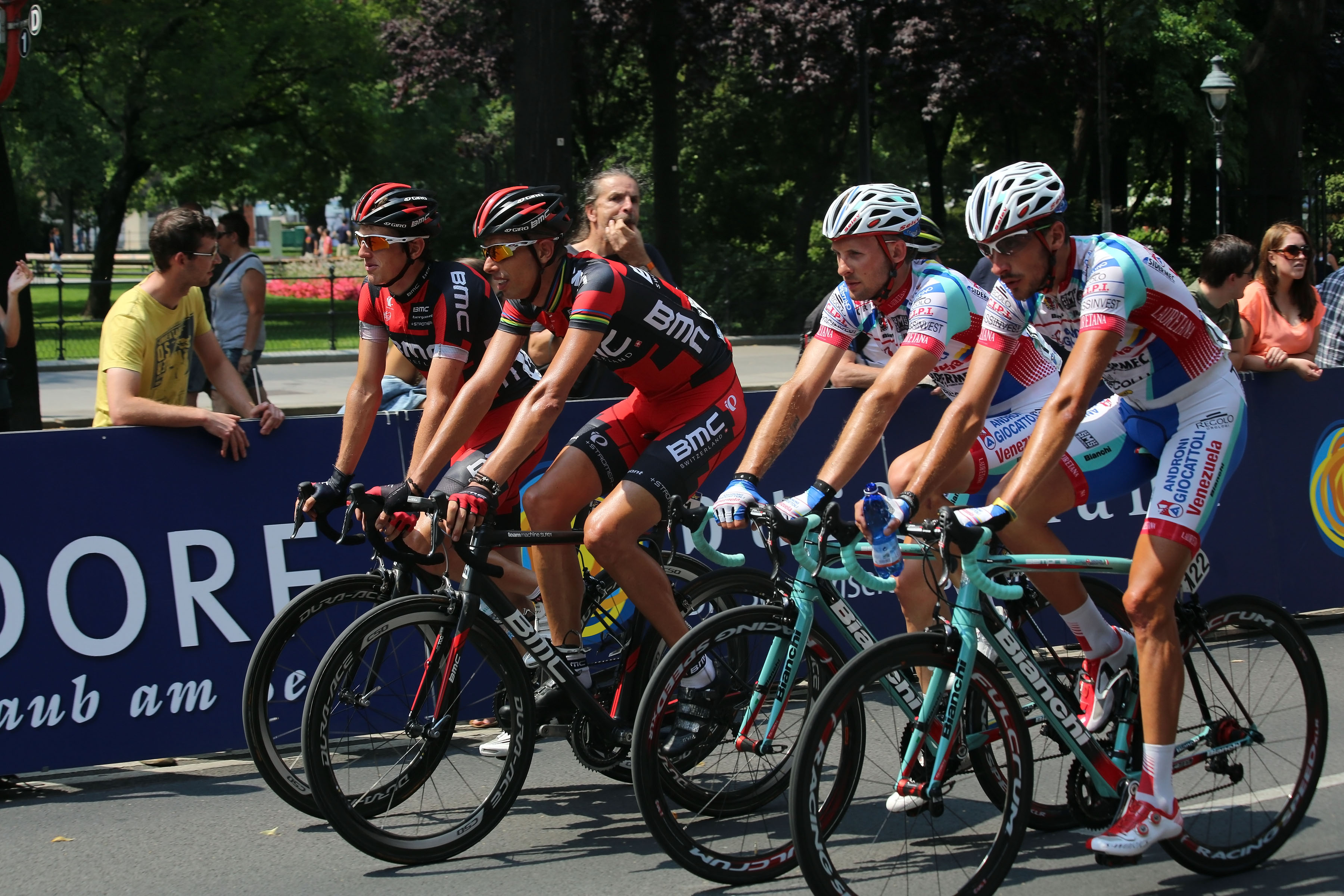
Riccardo Chiarini (ganz rechts) und Marco Frapporti (Österreich-Rundfahrt 2013)

| Name                 | Geburtstag         | Nationalität |              |
| -------------------- | ------------------ | ------------ | ------------ |
| Omar Bertazzo        | 7. Januar 1989     | Italien      |              |
| Riccardo Chiarini    | 20. Februar 1984   | Italien      |              |
| Matteo Di Serafino   | 27. August 1986    | Italien      |              |
| Giairo Ermeti        | 7. April 1981      | Italien      |              |
| Patrick Facchini     | 28. Januar 1988    | Italien      |              |
| Fabio Felline        | 29. März 1990      | Italien      |              |
| Marco Frapporti      | 30. März 1985      | Italien      |              |
| Mattia Gavazzi       | 14. Juni 1983      | Italien      |              |
| Tomás Gil            | 23. Mai 1977       | Venezuela    |              |
| Yonder Godoy         | 19. April 1993     | Venezuela    |              |
| Alessandro Malaguti  | 22. September 1987 | Italien      |              |
| Carlos Ochoa         | 14. Dezember 1980  | Venezuela    |              |
| Antonio Parrinello   | 2. Oktober 1988    | Italien      |              |
| Franco Pellizotti    | 15. Januar 1978    | Italien      |              |
| Francesco Reda       | 19. November 1982  | Italien      |              |
| Jackson Rodríguez    | 25. Februar 1985   | Venezuela    |              |
| Diego Rosa           | 27. März 1989      | Italien      |              |
| Miguel Ángel Rubiano | 3. Oktober 1984    | Kolumbien    |              |
| Emanuele Sella       | 9. Januar 1981     | Italien      |              |
| Stagiaires           | Stagiaires         | Nationalität | Nationalität |
| Ilja Koschewoj       | Ilja Koschewoj     | Belarus      |              |
| Gianfranco Zilioli   | Gianfranco Zilioli | Italien      |              |
| Andrea Zordan        | Andrea Zordan      | Italien      |              |